# Canton de Tulle-Nord
Pour les articles homonymes, voir Canton de Tulle (homonymie).
Le canton de Tulle-Nord, ancienne division administrative française située dans le département de la Corrèze, a existé de 1801 à 1982.

## Historique
Le canton de Tulle-Nord est,  avec le canton de Tulle-Sud, l'un des cantons de la Corrèze créés en 1801 lors de la scission en deux du canton de Tulle.
En 1982, il est lui-même scindé. Ses communes sont réparties entre le canton de Tulle-Campagne-Nord et le canton de Tulle-Urbain-Nord.

## Géographie
Ce canton était organisé autour de Tulle dans l'arrondissement de Tulle. Son altitude variait de 120 m (Saint-Hilaire-Peyroux) à 486 m (Favars).

## Représentation

### Conseillers généraux de 1833 à 1982
| Période                                  | Période          | Identité                        | Étiquette           | Qualité |
| ---------------------------------------- | ---------------- | ------------------------------- | ------------------- | --- |
| 1833                                     | 1848             | Jean-Baptiste Martial Soleilhet |                     | Maire de Tulle (1837-1846) |
| 1848                                     | 1852             | Bernard Marie Sage              | Républicain         | Avocat, Représentant du peuple (1849-1851) |
| 1852                                     | 1853 (décès)     | Louis-Joseph Hugo               |                     | Général de brigade Maire de Chameyrat |
| 1854                                     | 1870             | Jean-Baptiste Martial Soleilhet |                     | Docteur-médecin, maire de Tulle |
| 1870                                     | 1878 (décès)     | Émile Floucaud-Pénardille       |                     | Avocat à Tulle |
| 1878                                     | 1887 (décès)     | Félix Vidalin                   | Républicain         | Ingénieur de la marine en retraite |
| 1887                                     | 1892             | Léon Borie                      | Rad.                | Industriel Député (1885-1893 et 1898-1902) Maire de Tulle (1883-1884)                                                                                         |
| 1892                                     | 1906 (démission) | Gustave Maschat                 | Libéral             | Docteur en médecine à Tulle |
| 1906                                     | 1910             | Jean Tavé                       | Rad.                | Avocat Député (1902-1914) Maire de Tulle (1892-1912) |
| 1910                                     | 1922 (décès)     | Gustave Maschat                 | Républicain Libéral | Docteur - Maire de Tulle (1919-1922) |
| 1922                                     | 1935 (démission) | Jacques de Chammard             | Rad.                | Médecin Maire de Tulle (1925-1942) Député (1924-1936) Sénateur (1938-1940) Elu en 1935 dans le Canton de Saint-Privat                                         |
| 1936                                     | 1940             |                                 |                     | |
|                                          |                  |                                 |                     | |
| 1945                                     | 1950 (démission) | Henri Peuch                     | PCF                 | Ouvrier métallurgiste |
| 19 novembre 1950                         | 1954 (décès)     | Clément Pélissier               | Rad.                | Agriculteur Maire de Naves |
| 13 juin 1954                             | 1964             | Jean Massoulier                 | Rad.-RGR            | Avocat Maire de Tulle (1949-1959) |
| 1964                                     | 1982             | Armand Boucheteil               | PCF                 | Ouvrier agricole puis agriculteur Maire de Saint-Mexant (1949-1995) Suppléant du député Jean Combasteil (1978-1981) Elu dans le canton de Tulle-Campagne-Nord |
| Les données manquantes sont à compléter. |                  |                                 |                     | |

### Conseillers d'arrondissement (de 1833 à 1940)
| Période                                  | Période           | Identité                  | Étiquette                             | Qualité |
| ---------------------------------------- | ----------------- | ------------------------- | ------------------------------------- | --- |
| 1833                                     | 1848              | M. Grèze (décédé en 1854) |                                       | Juge au Tribunal civil de Tulle                                                                             |
|                                          |                   |                           |                                       | |
| 1889                                     | 1889 (annulation) | Georges Boulanger         | Boulangiste                           | Général |
| 1889                                     |                   | Ernest Druliolle          | Républicain progressiste puis Radical | Expert-géomètre, maire de Saint-Mexant                                                                      |
| 1922                                     |                   | Étienne Mons              | Radical                               | Agriculteur, maire de Saint-Hilaire-Peyroux                                                                 |
| 1937                                     | 1940              | Lucien Reix               | SFIO                                  | Docteur en médecine, maire de Chameyrat                                                                     |
| 1940                                     |                   |                           |                                       | Les conseils d'arrondissement ont été suspendus par la loi du 12 octobre 1940 et n'ont jamais été réactivés |
| Les données manquantes sont à compléter. |                   |                           |                                       | |

## Composition
Le canton de Tulle-Nord regroupait les communes suivantes :
- Chameyrat[C 3]
- Favars[C 4]
- Naves[C 2]
- Saint-Germain-les-Vergnes[C 5]
- Saint-Hilaire-Peyroux[C 6]
- Saint-Mexant[C 7]
- Tulle (fraction de commune)[C 1]